# Хозяйственно-культурный тип
Хозя́йственно-культу́рный тип — комплекс особенностей хозяйства и культуры, который складывается исторически у различных народов, находящихся на близких уровнях социально-экономического развития и обитающих в сходных естественно-географических условиях. Предшественником понятия хозяйственно-культурный тип в советской этнографии можно считать понятия «вариант культуры» (В. Г. Богораз) и «технико-хозяйственный ареал» (П. Ф. Преображенский).
Главным разделительным элементом является способ производства конкретных обществ. При сходной историко-географической ситуации могут возникать тождественные хозяйственно-культурные типы у народов, живущих в разных частях континента, находящихся далеко друг от друга. М. Г. Левин и Н. Н. Чебоксаров классифицировали способы производства на три последовательных хозяйственно-культурных типа:
- Охота, собирательство и рыболовство;
- Ручное земледелие (в том числе и мотыжное, без участия тягловой силы) и скотоводство;
- Пашенное земледелие[3].

## Охотники, собиратели и рыболовы
Самые древние формы производства. Источником существования людей являются дикорастущие растения, дикие животные и рыболовство. Это так называемый присваивающий тип производства. Н. Н. Чебоксаровым было отмечено, что это не совсем так, ведь люди производили орудия для охоты, делали приспособления для рыбалки и так далее
Классификация подтипов исходит из естественногеографических условий:

### Собиратели и охотники лесов жаркого пояса

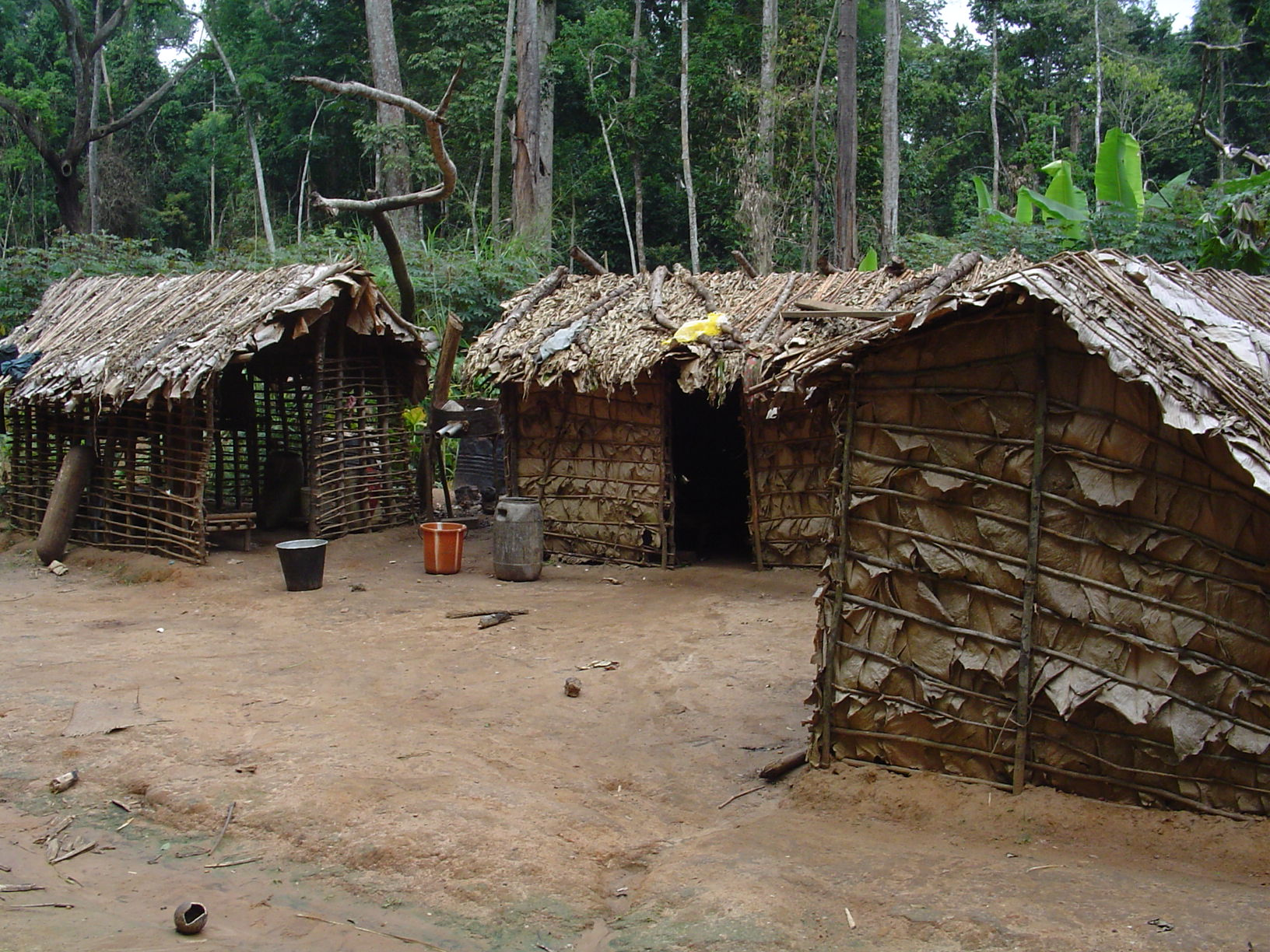
Хижины пигмеев

К ним относят этносы или изолированные части этносов, живущие в тропической и субтропической полосе земного шара — индейцы реки Амазонка, пигмеи реки Конго, некоторые народы Индостана, ведда (Шри-Ланка) и другие. Так пигмеи используют как загонный тип охоты, так и охоту «вдогон» с использованием собак. Широко применяют ловушки и западни. Из орудий используют луки (кроме пигмеев Камеруна, где они не известны), а также небольшие копья. Но более 70 % пищевого рациона составляет собирательство: грибы, гусеницы, сотовый мёд, съедобные корни, орехи, всякие травы.
Характерны построения в виде ветровых построек, хижин из веток и коры, жилищ на деревьях, отсутствие одежды. Поскольку существование собирателей и охотников зависит от истощения природных ресурсов, народы этого ХКТ вынуждены вести кочевой образ жизни.

### Охотники и собиратели степей и полупустынь
К ним относятся австралийские аборигены, некоторые народы Южной Америки, а также бушмены (Юго-Западная Африка). Хотя и существует разделение труда по половому признаку (женщины и дети занимаются собирательством, тогда как мужчины в основном охотой), специализация не имеет зависимости от мотивации по религиозным причинам, как и от понятия престижности той или иной работы. И мужчина, выходящий на охоту, занимается сбором грибов, а женщины и дети помогают при загоне дичи в сети. В Лесото племена бушменов, до того как были вытеснены в пустыню Калахари, собирали ягоды, дикие дыни, плоды баобаба, также там росли некоторые злаковые из которых делали муку, собирали яйца птиц.

### Собиратели, охотники и рыболовы умеренного теплого пояса

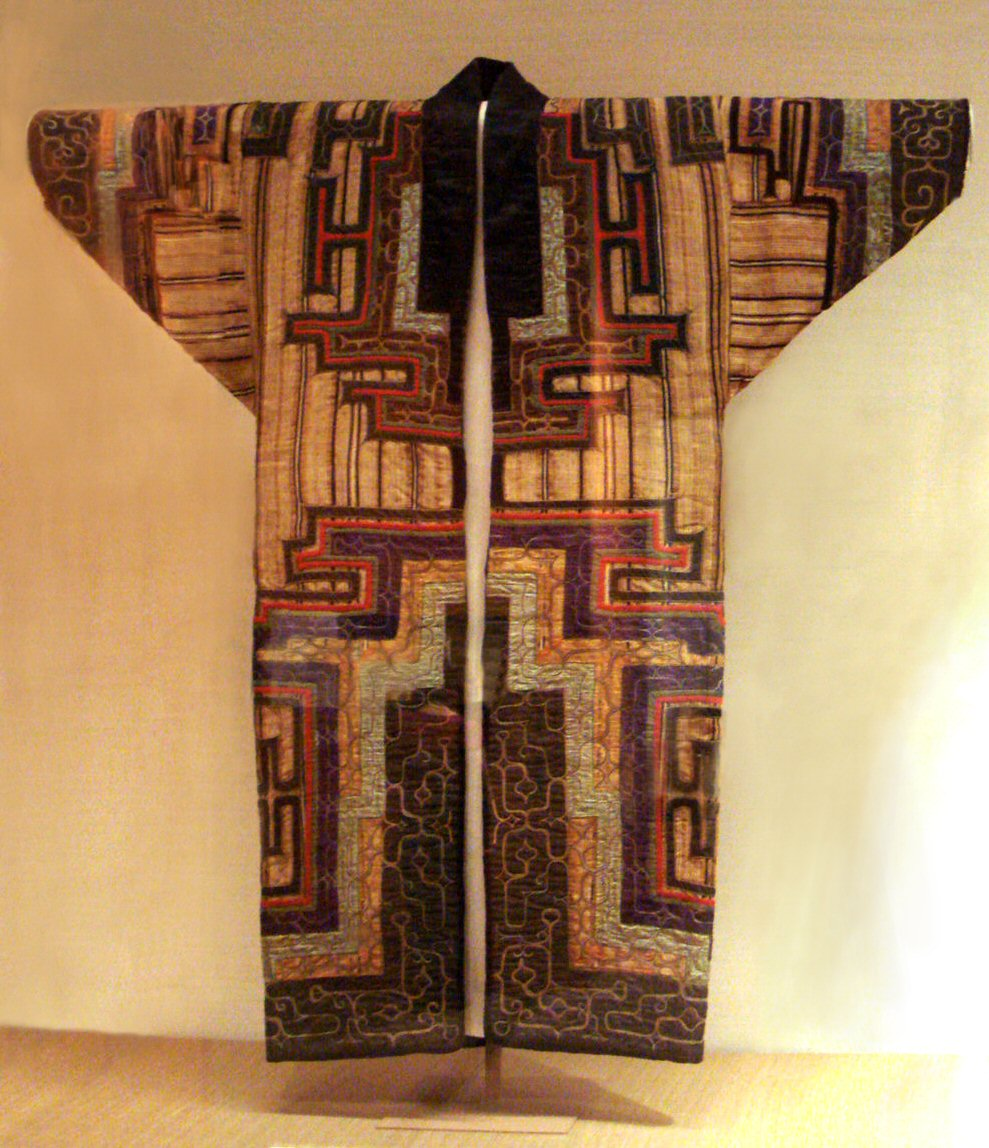
Праздничный костюм айнов

Более благоприятные условия (влажность, как следствии увеличение растительности и диких животных), отделяют этот подтип от первых двух. Возникает полуоседлый образ жизни, а как следствие, и основные пункты поселений с постоянными постройками.
К группе относятся некоторые племена Северной Америки (в основном охотники), нивхи, ханты, манси, айны (собиратели и рыболовы) и другие.

### Охотники и рыболовы северных таёжных лесов
Данный подтип распространён на всей северной таёжной зоне Северной Америки и Евразии. Охота и рыболовство являются основой существования этих народностей. Наравне с постоянными жилищами существуют и промысловые (временные). Ведут полуоседлый или фактически оседлый образ жизни.

### Охотники лесотундры и тундры
Имеют много общего с охотниками и рыболовами северных таёжных лесов. К ним относят — саамов, эскимосов (материковых), юкагир, нганасанов и другие.

### Арктические охотники на морского зверя
Для представителей этой группы характерен оседлый образ жизни. Из-за экстремальных условий проживания главным средством пропитания была охота. Именно из шкур, костей и так далее создавалась одежда, строились дома (иногда и с помощью ледяных брусков — иглу, там кости и шкуры служили каркасом), изготавливались орудия труда. Интересно, что в случае избытка и благоприятных условий здесь также возникали специфические признаки перехода к цивилизации.

## Ручные земледельцы и скотоводы
Особенностью этой группы следует отметить более устойчивую экономическую базу, возникновение прибавочного продукта — излишка, который накапливается: у животноводов это скот, у земледельцев — зерновые культуры, а также домашний скот, птица и другие.
В результате возможно возникновение классовых обществ, отделение ремесла от сельского хозяйства, возникает имущественное неравенство.

### Ручные земледельцы жаркого пояса
Данный вид был распространён у части индейцев р. Амазонки, банту и других народов тропической Африки (например, часть пигмеев), меланезийцы Океании и другие.
Основная система земледелия — подсечно-огневая, также использовались и постоянные поля, для разрыхления почвы использовали нередко животных. У некоторых народов использовался при сельскохозяйственных работах женский труд (например, о. Алор).
Ручных земледельцев жаркого пояса можно разделить на две группы:
- Океаническая. Использование основным орудием труда палки-копалки, за отсутствием глины, утварь делают из бамбука. Тесно связаны с мореходством. Основные с/х культуры — таро, хлебное дерево, суходольный рис и другие.
- Предгорная. Некоторые народы Филиппин, малайеязычные гаошань Тайваня, мон-кхмероязычные кава в Юго-Восточной Азии и Южном Китае и некоторые другие.

### Ручные земледельцы и скотоводы горной зоны
Характеризуется выращиванием более холодоустойчивых культур (ячмень, ямс, гречиха и др.) Наличие хвойных лесов приводит к возникновению жилищ из дерева и камня. Важное значение имеет выращивание домашнего скота. К данной подгруппе относят народы Дагестана, Тибета, таджики, памирские народы, пиренейские баски.

### Мотыжные земледельцы степей и сухих предгорий
Один из самых распространённых типов (до начала колонизации). Он был распространён у ацтеков, майя, чибча-муисков, современных пуэбло, большая часть Азии.

### Ручные земледельцы лесной зоны умеренного пояса
Большинство современных народов Европы, раньше принадлежали к этой подгруппе. Также часть народов Северной Америки — ирокезы, атапаски и другие. Важную роль у этой подгруппы продолжает играть животновотство и собирательство, но уже как подсобное хозяйство.

### Скотоводы-кочевники степей и полупустынь

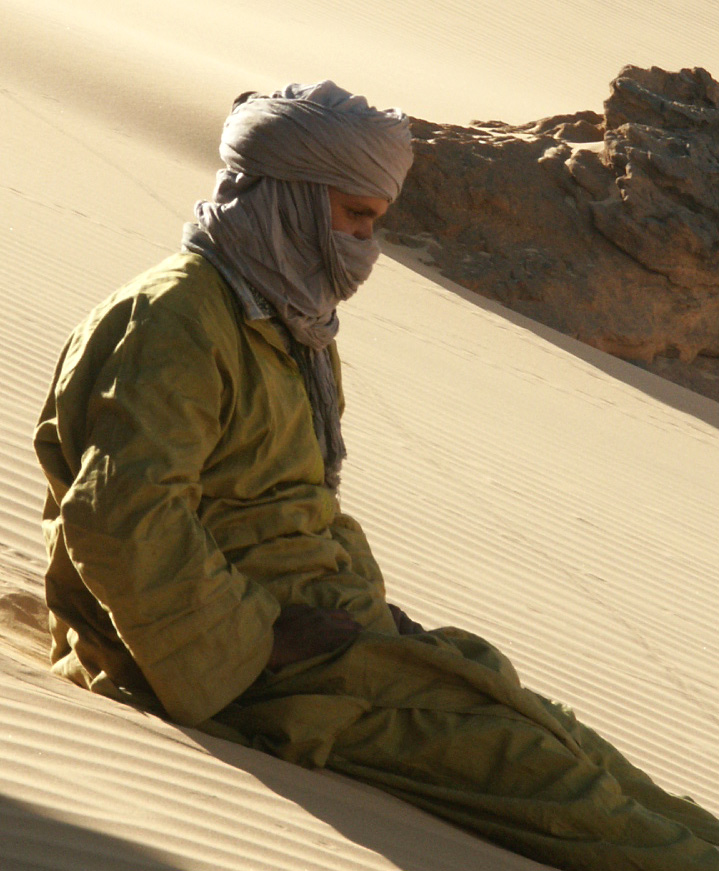
Кочевник-туарег

Отделение животноводов от земледельцев описано ещё в Библии (история о Каине и Авеле). Невозможность заниматься земледелием и другими производствами привело к возникновению кочевого-скотоводства. Большинство источников питания, орудий труда, временные жилища кочевые народы получают от скота — мясо, молоко, кожа и др. Наиболее распространён этот тип производства был в Евразии — Передняя Азия (арабы бедуины, туареги), тюркские народы, монголы и другие.

### Высокогорные скотоводы-кочевники
Ярким представителем являются тибетцы, разводящие яков, сарлыков.

### Таёжные охотники-оленеводы

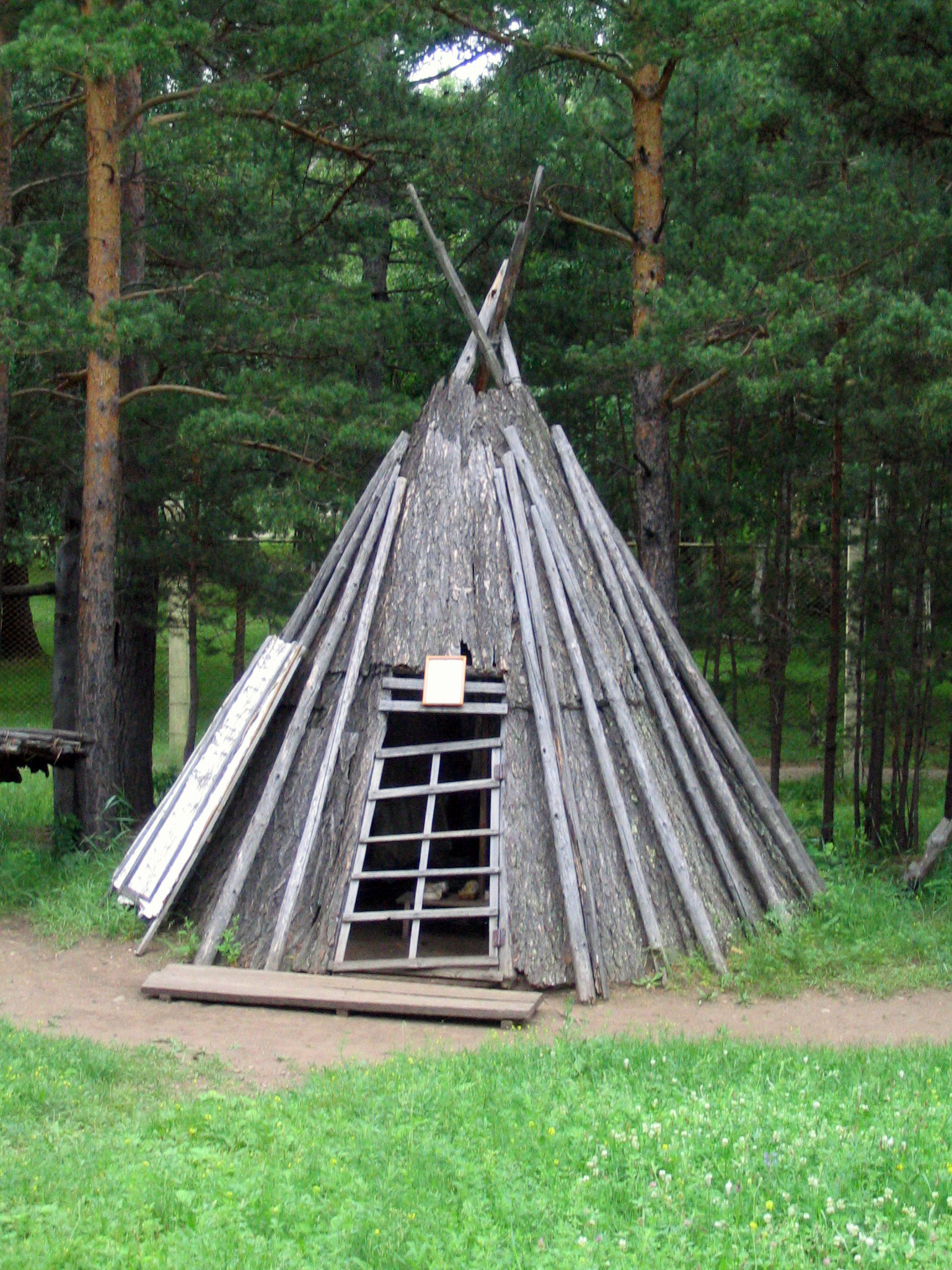
Эвенкийский чум

Возникает под влиянием оленеводства на древних таёжных охотников, именно поэтому важное значение получило оленеводство, как транспортное средство, что позволяет значительно расширить район кочевания. Наиболее яркие представители — эвенки, эвены некоторые другие.

### Оленеводы тундры
Представители — чукчи, коряки, нганасан и другие народы Севера. В отличие от охотников-оленеводов, употребляют мясо оленя и в пищу, используют его шкуры для изготовления одежды и так далее. Главная причина этого — богатое пастбищами пространство тундры.

## Пашенное земледелие

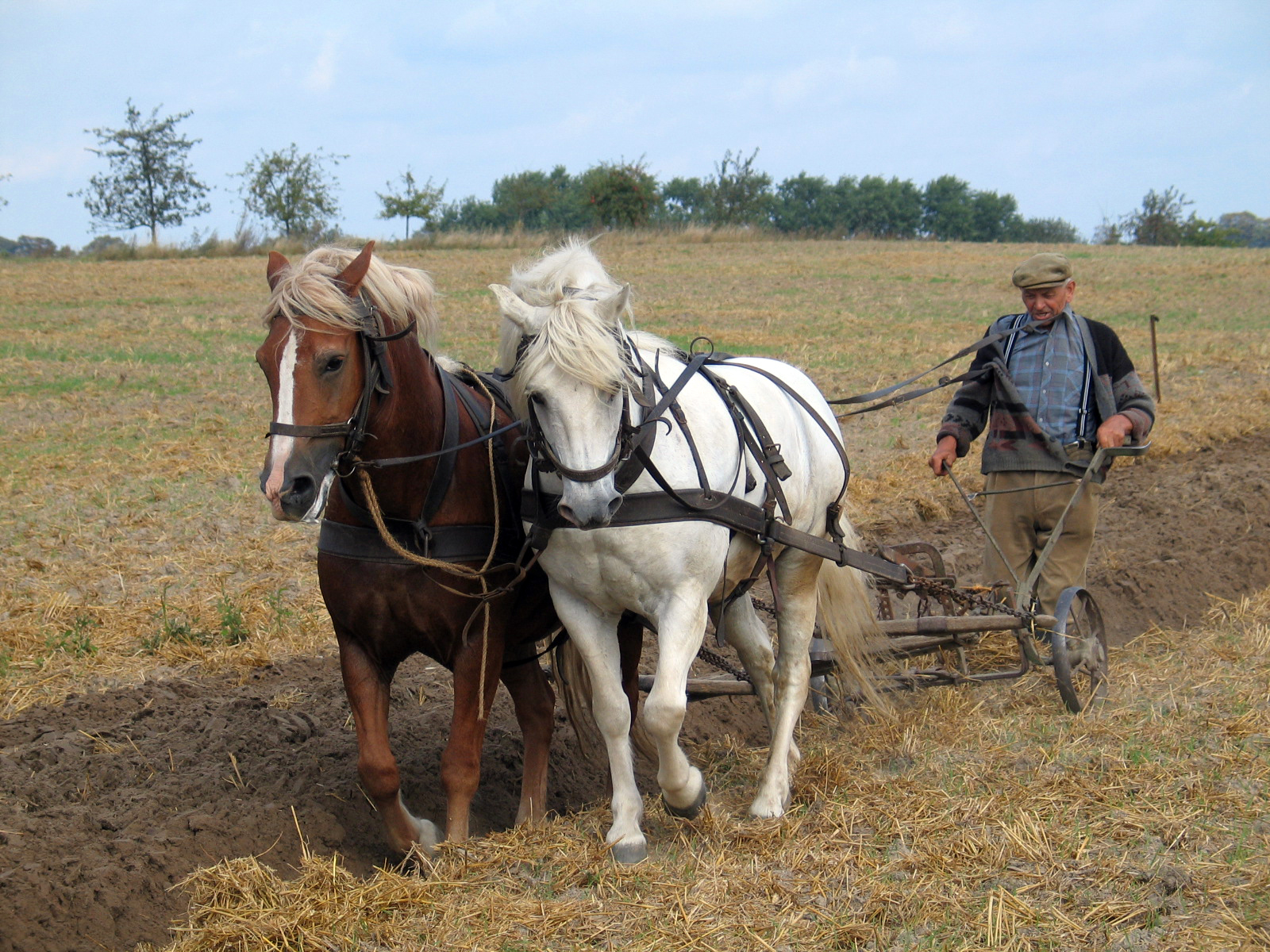
Использование в качестве тягловой силы лошадей

Самой важной характеристикой этой группы является использование домашних животных в качестве тягловой силы. Производительность труда резко возрастает, именно эта форма являлась главной экономической базой стран Европы, Китая, колонизированной Америки.

До сих пор идут вопросы где же зародилось пахотное земледелие. Р. Ф. Итс пишет: 
 Археологические данные дают достаточно оснований, чтобы считать долины рек Тигра и Евфрата, Нила, Инда и Ганга, Амударьи и Сырдарьи, Амура и Зеи, Хуанхэ и Янцзы, то есть засушливую умеренную и субтропическую климатическую зону, районами самого раннего пашенного земледелия для Афро-Евразийского континента. Однако, анализируя те же археологические материалы, нетрудно заметить, что пашенное земледелие более чем на два тысячелетия раньше появилось в крайне западных областях континентов — Нильская долина и Двуречье — чем в восточных (Приморье и Приамурье, Лёссовое плато и Центральная равнина Китая). Можно допустить, что именно от древнеегипетской цивилизации и цивилизаций Двуречья пашенное земледелие начало своё распространение на восток и к середине 1 тыс. до н. э. достигло крайне восточных пределов — побережья Тихого океана.

### Пашенные земледельцы засушливой зоны

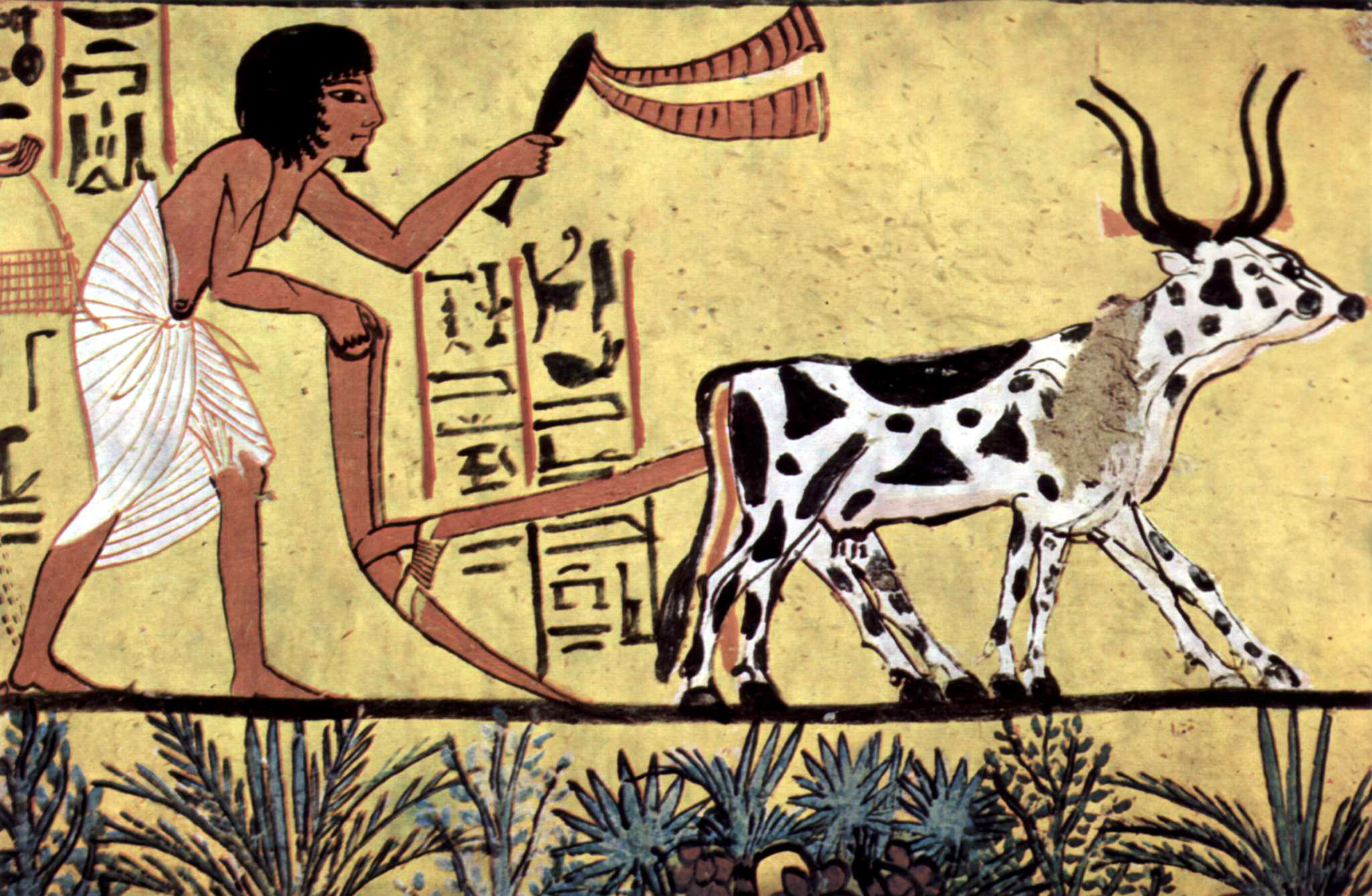
Пашенное земледелие возникает ещё в античные времена

Был преобладающим у народов всего Средиземноморья, Передней и Средней Азии, Северной Индии, Северного Китая и Кореи. Сложилось несколько типов:
- Долинно-речной. Главная особенность — развитая ирригационная система. В основном бассейны крупных рек — Нила, Тигра и Евфрата и других.
- Предгорный и приморско-береговой. Развитие виноделия и садоводства. Италия, Испания и другие страны Средиземноморья.
- Оазисный. Культура финиковой пальмы. Полупустыни и пустыни северной Африки и Аравийского полуострова.

### Пашенные земледельцы влажных тропиков и субтропиков
Ареал Южная и Юго-Западная Азия. Главные особенности: интенсивное заливное рисоводство, орошение в условиях избытка воды, в качестве тягловой силы использование буйволов.
Свои особенности пахотное земледелие имело в Южном Китае и Японии, где слабое внедрение пахотных орудий компенсируется широким применением удобрений, развитием ирригации и созданием грядковой системы земледелия — системы, при которой сельскохозяйственные культуры выращиваются на узких, возвышенных полосах земли, разрыхляемой и унавоживаемой.

### Пашенные земледельцы лесостепей и лесов умеренного пояса
До сегодняшнего дня, именно этот тип характерен для европейской части России и Урала, Южной Сибири и Дальнего Востока. Также является традиционным для большинства народов Европы (исключение некоторые страны Средиземноморья), Северной Америки (постколониальной). Важным моментом является использование дерева как основного строительного материала, высокое развитие домашнего производства и ремесла.

## Изучение проблематики ХКТ в советской этнографии
Изучение хозяйственно-культурных типов получило развитие в трудах советских ученых Н. Н. Чебоксарова, М. Г. Левина, Б. В. Андрианова, В. П. Алексеева, Г. Е. Маркова. В настоящее время проблематика исследуется А. Н. Ямсковым.